# آلکسی کورنیف
آلکسی کورنیف (روسی: Алексей Александрович Корнеев؛ ۶ فوریهٔ ۱۹۳۹ – ۱۴ دسامبر ۲۰۰۴) بازیکن و مربی فوتبال اهل اتحاد جماهیر شوروی سوسیالیستی بود.
از باشگاه‌هایی که در آن بازی کرده‌است می‌توان به باشگاه فوتبال شینیک یاروسلاول و باشگاه فوتبال اسپارتاک مسکو اشاره کرد.
وی همچنین در تیم ملی فوتبال شوروی بازی کرده‌است.